# Praz-sur-Arly
Pour les articles homonymes, voir Praz et Arly (homonymie).
Praz-sur-Arly [pʁa syʁ aʁli] est une commune française située dans le département de la Haute-Savoie, en région Auvergne-Rhône-Alpes.

## Géographie

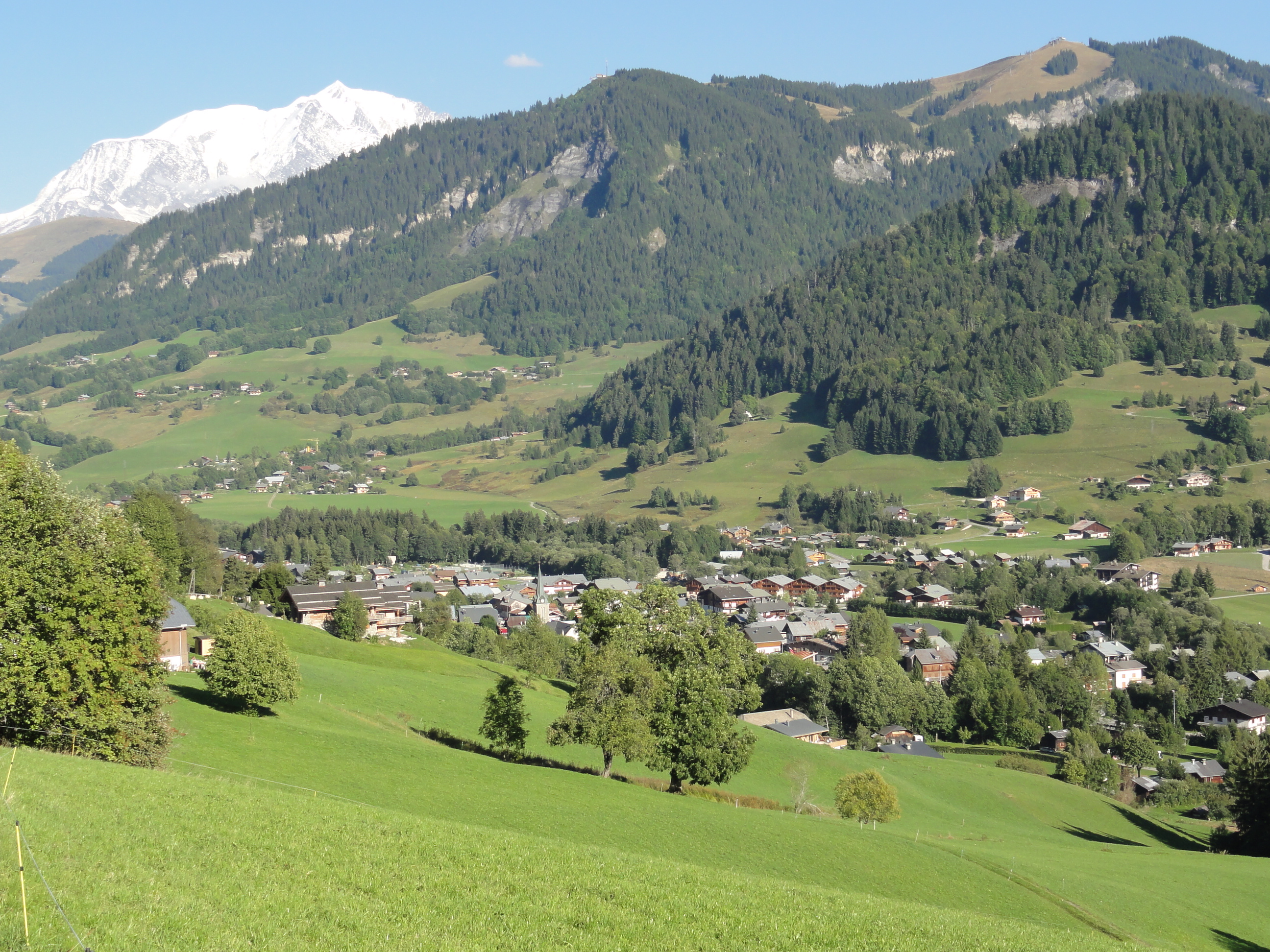
Le village de Praz-sur-Arly vu du lieu-dit la Tonnaz, avec au fond le mont Blanc.

Le village de Praz-sur-Arly est situé à 1 035 mètres d'altitude, dans le val d'Arly, entre Megève et Flumet. Il est baigné par l'Arly, en amont de ses gorges et voit passer le ruisseau de Cassioz et le ruisseau des Varins.

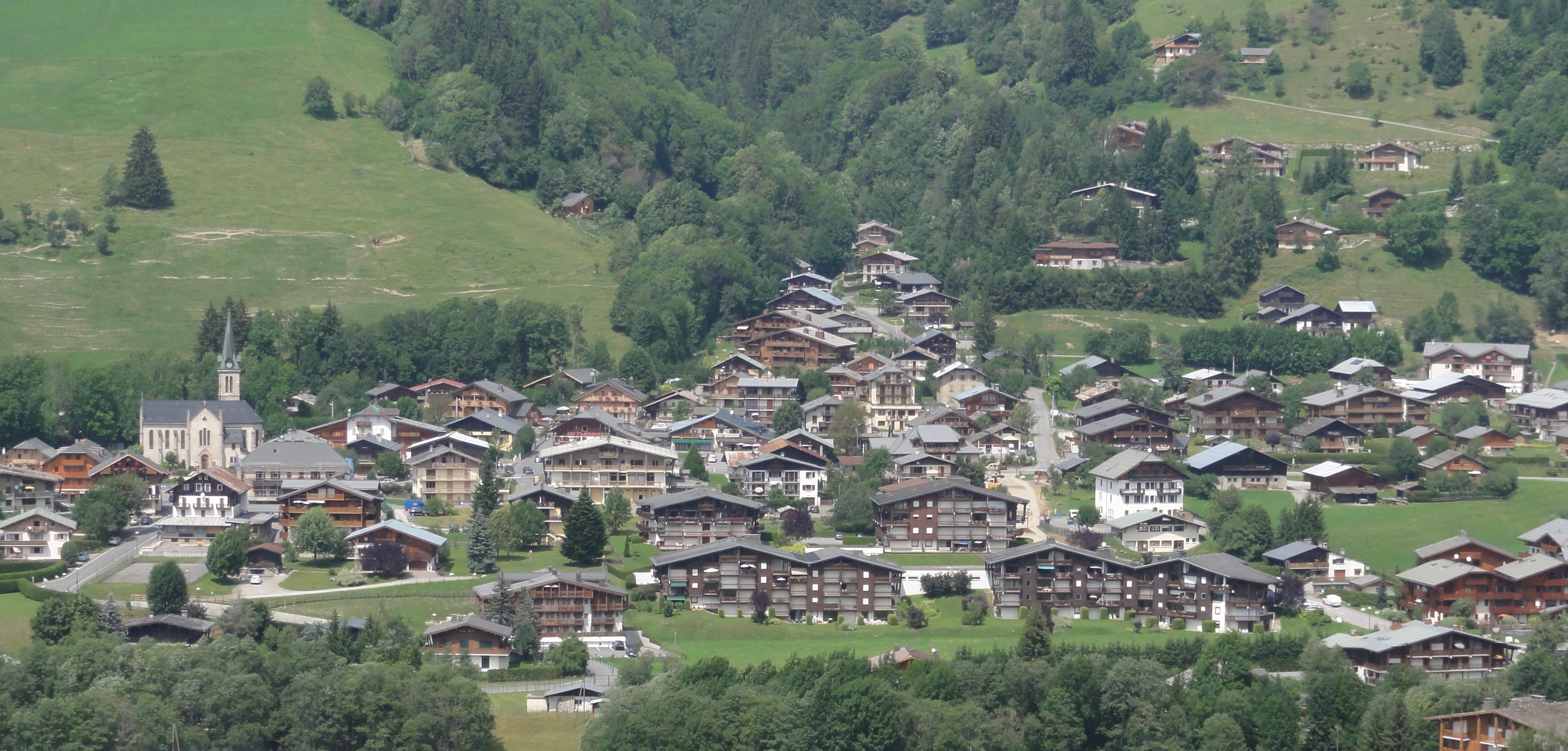
Praz-sur-Arly, le centre du village.

### Communes limitrophes
|  |

## Urbanisme

### Typologie
Au 1er janvier 2024, Praz-sur-Arly est catégorisée bourg rural, selon la nouvelle grille communale de densité à sept niveaux définie par l'Insee en 2022.
Elle appartient à l'unité urbaine de Sallanches, une agglomération inter-départementale regroupant douze  communes, dont elle est une commune de la banlieue,,. Par ailleurs la commune fait partie de l'aire d'attraction de Saint-Gervais-les-Bains, dont elle est une commune de la couronne,. Cette aire, qui regroupe 7 communes, est catégorisée dans les aires de moins de 50 000 habitants,.

### Occupation des sols
L'occupation des sols de la commune, telle qu'elle ressort de la base de données européenne d’occupation biophysique des sols Corine Land Cover (CLC), est marquée par l'importance des forêts et milieux semi-naturels (74,6 % en 2018), une proportion sensiblement équivalente à celle de 1990 (74,3 %). La répartition détaillée en 2018 est la suivante : 
forêts (41,5 %), milieux à végétation arbustive et/ou herbacée (26,5 %), prairies (20 %), espaces ouverts, sans ou avec peu de végétation (6,7 %), zones urbanisées (5,4 %).
L'IGN met par ailleurs à disposition un outil en ligne permettant de comparer l’évolution dans le temps de l’occupation des sols de la commune (ou de territoires à des échelles différentes). Plusieurs époques sont accessibles sous forme de cartes ou photos aériennes : la carte de Cassini (XVIIIe siècle), la carte d'état-major (1820-1866) et la période actuelle (1950 à aujourd'hui).

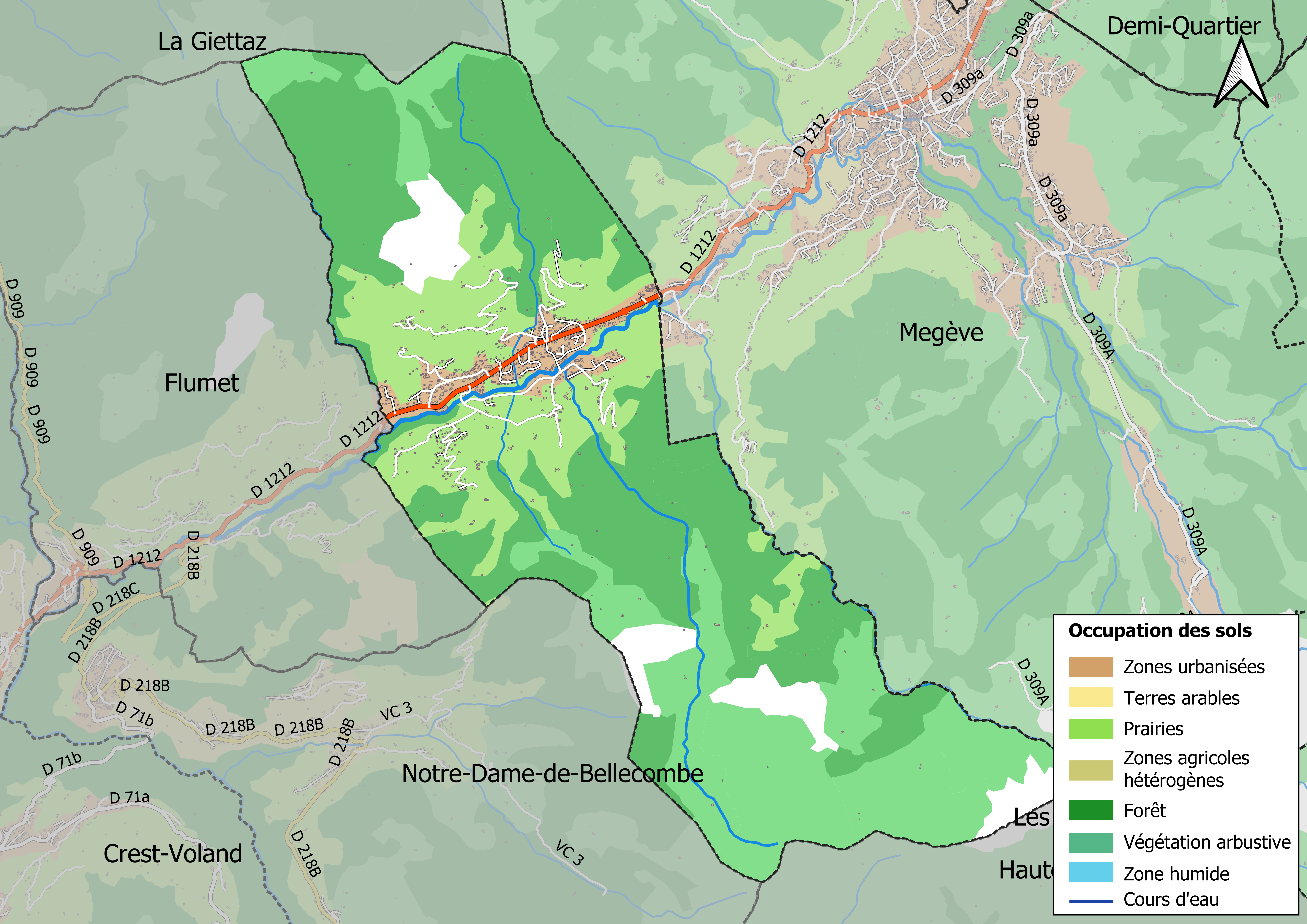
Carte des infrastructures et de l'occupation des sols en 2018 (CLC) de la commune.
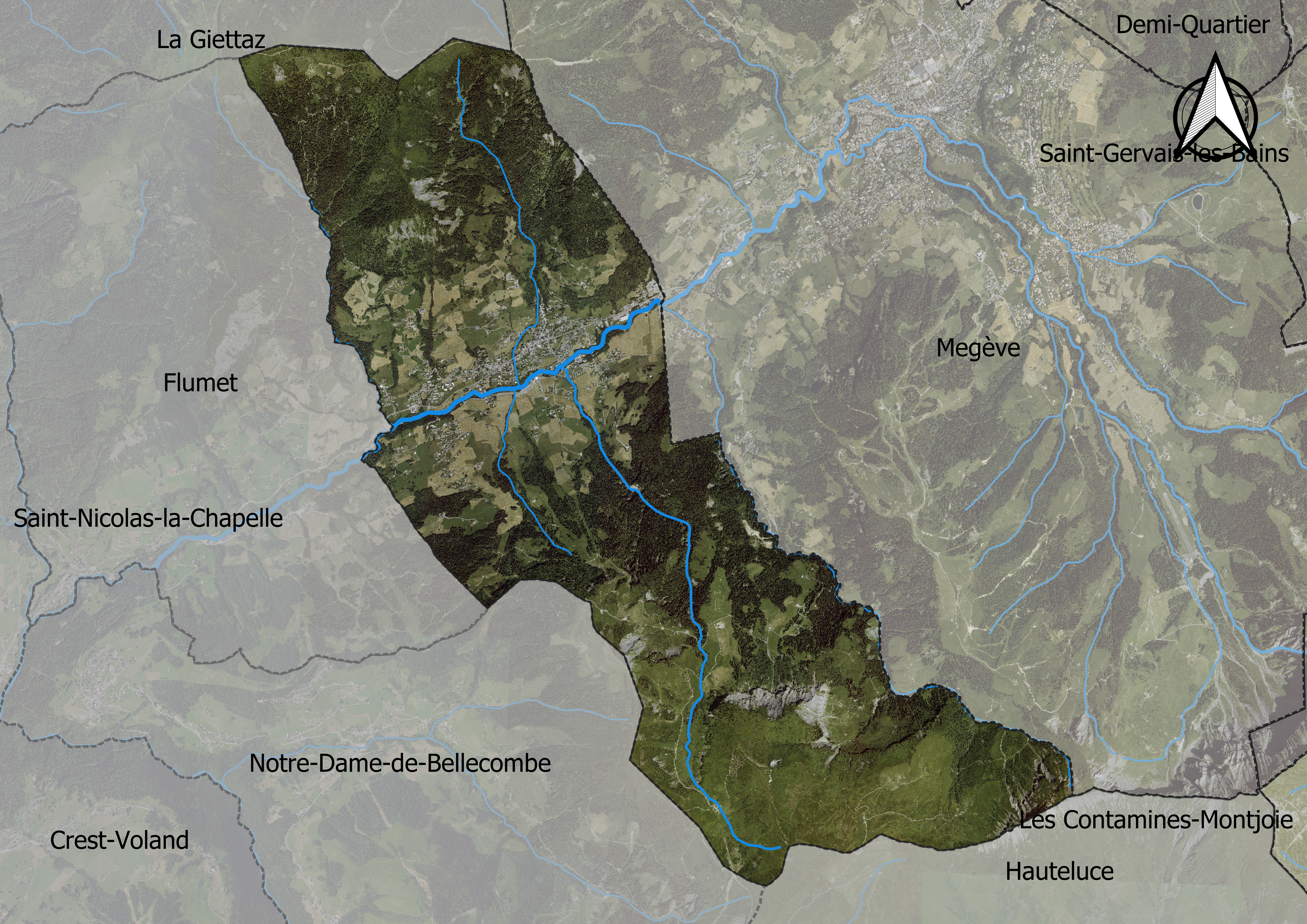
Carte orthophotogrammétrique de la commune.

## Toponymie
La commune est érigée le 3 novembre 1869 sous le nom de Le Praz, pour évoluer en Pratz-de-Megève, puis Pratz-sur-Arly, cependant en 1907, à la demande du conseil municipal, sur décision gouvernementale la commune s'appelle Praz-sur-Arly.
Le toponyme de Praz-sur-Arly indique que le village a été construit sur un ancien pré, à proximité de la rivière : l'Arly. 'hydronyme Arly semble dériver, d'après Charles Marteaux (1861-1956), Académie florimontane, du nom d'un domaine gallo-romain et de son propriétaire, ici, Arilus, un patronyme d'origine gauloise ou, selon le chanoine Adolphe Gros, d’Arelia, la forme féminine d'Arelius. Pour le chanoine Gros, la villa pouvait être située au niveau de L'Hôpital. Une autre version donne pour « Arly » une origine gauloise, avec « are » (près de) et « late » (le marécage). À Megève, il existait autrefois un marais appelé « arly » qui était considéré comme la source de l'Arly. En savoyard, « praz » signifie « prés ». Arly de ar (eau courante) et de -ly (hauteur), en celte.
En francoprovençal, le nom de la commune s'écrit Le Prâ (graphie de Conflans) ou Le Prât (ORB).

## Histoire
Au XIVe siècle, quelques agriculteurs s’installent et bâtissent les premières fermes à la Thona (la Tonnaz aujourd’hui). Ce sont donc les premiers habitants de ce qui deviendra bien plus tard le Pratz de Megève, puis Praz-sur-Arly. Ces premières fermes ont été bâties tout à fait logiquement sur le versant le plus ensoleillé de la vallée : l’adret. Elles sont peu nombreuses, mais l’importance de la surface déboisée témoigne de la volonté d’agrandissement.
Le hameau nouvellement créé dépend de Megève. Au fil du temps, d’autres hameaux voient le jour : Réon, puis le Pratz (origine du centre actuel du village de Praz-sur-Arly).
Au XVIIe siècle, deux chapelles sont érigées : celle de Tonnaz, puis celle de Pratz (1643), et enfin l'église Sainte Marie-Madeleine en 1696 qui dépendra de la paroisse de Megève.
Le Pratz continue à se développer et à s’étendre. En 1779, un document officiel fait état d’une centaine d’habitants qui vivent essentiellement de la culture et de l’élevage. Cette même année, une école est construite et va accueillir les enfants de la contrée.
Comme toute la région, Pratz de Megève a traversé de nombreux bouleversements. Sous la Révolution française, la Savoie est annexée par la nouvelle république avant de revenir au royaume du Piémont-Sardaigne. Une seconde période de troubles permet le rattachement de la Savoie à la France, et le 14 juin 1860, Pratz de Megève devient définitivement française, mais les Pralins restent Megèvants. Pourtant, dès 1834, ils réclament leur indépendance vis-à-vis de Megève, mais cette dernière s’y oppose depuis toujours. La séparation sera néanmoins prononcée en 1869, par décret, à la suite de divergences politiques entre Megève et l’administration impériale, et deviendra effective en 1870. À cette date, le Pratz de Megève compte un peu plus de 500 habitants.
En 1907, à la demande du conseil municipal et par décision gouvernementale, Pratz de Megève devient Praz-sur-Arly. Cette décision va rendre totalement indépendante la commune et la couper définitivement de Megève.

## Politique et administration

### Situation administrative
Anciennement rattachée au syndicat mixte du Pays du Mont-Blanc (regroupant initialement 14 communes), elle est depuis 2013 membre de la communauté de communes Pays du Mont-Blanc (CCPMB) regroupant dix communes, avec Combloux, Les Contamines-Montjoie, Cordon, Megève, Domancy, Passy, Demi-Quartier, Saint-Gervais-les-Bains et Sallanches (les 4 autres communes ont formé la communauté de communes de la vallée de Chamonix Mont-Blanc).

### Listes des maires
| Période                                  | Période   | Identité                   | Étiquette | Qualité                                                                       |
| ---------------------------------------- | --------- | -------------------------- | --------- | ----------------------------------------------------------------------------- |
|                                          |           | ARVIN BEROD Marie Francois |           | cultivateur                                                                   |
| mars 1977                                | juin 1995 | Max Gruz                   |           | Directeur d'école                                                             |
| juin 1995                                | mars 2001 | Claude Juelle              |           | Commerçant                                                                    |
| mars 2001                                | mars 2008 | Jean Pirat                 |           | Retraité                                                                      |
| mars 2008                                | en cours  | Yann Jaccaz                | DVD       | Vice-président de la CC Pays du Mont-Blanc Conseiller départemental suppléant |
| Les données manquantes sont à compléter. |           |                            |           |                                                                               |

### Jumelages
La commune de Praz-sur-Arly est jumelée avec celle de Roscoff (Finistère) depuis la signature de la charte de jumelage signée le 15.10.2010.

## Population et société
Ses habitants sont appelés les Pralines et les Pralins, d'après le site de la commune et le site sabaudia.org.

### Enseignement

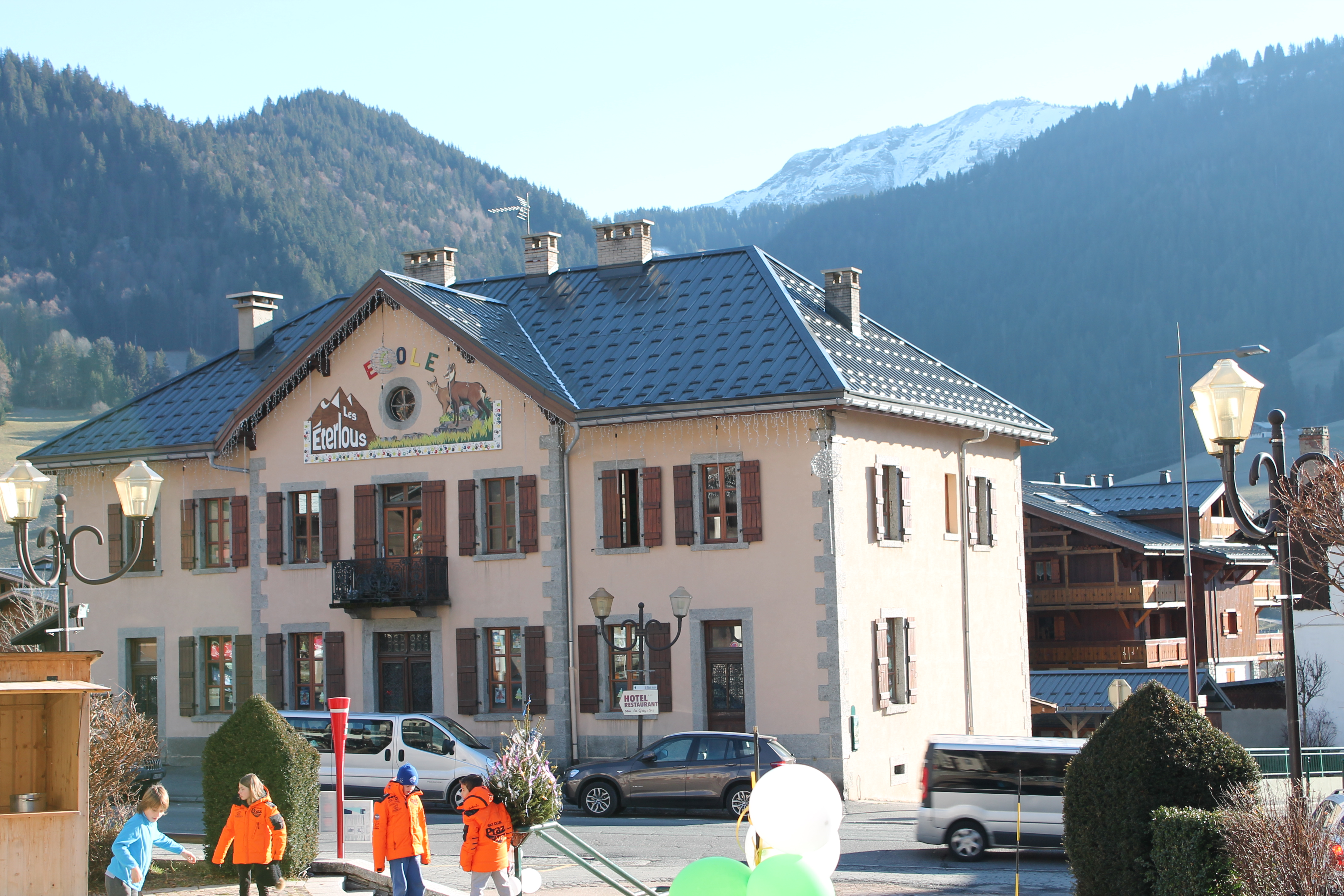
École élémentaire publique des Eterlous.

### Démographie
L'évolution du nombre d'habitants est connue à travers les recensements de la population effectués dans la commune depuis 1872. Pour les communes de moins de 10 000 habitants, une enquête de recensement portant sur toute la population est réalisée tous les cinq ans, les populations de référence des années intermédiaires étant quant à elles estimées par interpolation ou extrapolation. Pour la commune, le premier recensement exhaustif entrant dans le cadre du nouveau dispositif a été réalisé en 2007.

En 2022, la commune comptait 1 289 habitants, en évolution de +3,37 % par rapport à 2016 (Haute-Savoie : +6,01 %, France hors Mayotte : +2,11 %).
| 1872 | 1876 | 1881 | 1886 | 1891 | 1896 | 1901 | 1906 | 1911 |
| ---- | ---- | ---- | ---- | ---- | ---- | ---- | ---- | ---- |
| 537  | 570  | 558  | 523  | 525  | 535  | 568  | 590  | 562  |

| 1921 | 1926 | 1931 | 1936 | 1946 | 1954 | 1962 | 1968 | 1975 |
| ---- | ---- | ---- | ---- | ---- | ---- | ---- | ---- | ---- |
| 460  | 466  | 478  | 474  | 589  | 557  | 529  | 640  | 679  |

| 1982 | 1990 | 1999  | 2006  | 2007  | 2012  | 2017  | 2022  | - |
| ---- | ---- | ----- | ----- | ----- | ----- | ----- | ----- | - |
| 767  | 922  | 1 081 | 1 315 | 1 349 | 1 305 | 1 228 | 1 289 | - |

### Évènements
- Janvier : les Montgolfiades internationales (30e édition en 2020).
- Août : la légende du Dragon (les Médiévales du Pratz) (10e édition en 2019).

### Médias
La commune édite un bulletin annuel municipal, Pralines (no 8 en 2019), et un bulletin d'information trimestriel municipal,  L'Info Praline (no 11, février 2014)). Ils sont consultable sur le site de la ville au format .pdf.

#### Radios et télévisions
La ville est couverte par des antennes locales de radios dont France Bleu Pays de Savoie, ODS Radio, Radio Mont-Blanc, La Radio Plus ou encore Radio Giffre… Enfin, la chaîne de télévision locale TV8 Mont-Blanc diffuse des émissions sur les pays de Savoie. Régulièrement, l'émission La Place du village expose la vie locale du Faucigny. France 3 et sa station régionale France 3 Alpes peuvent parfois relater les faits de vie de la commune.

#### Presse et magazines
La presse écrite locale est représentée par des titres comme Le Dauphiné libéré, L'Essor savoyard, Le Messager - édition Faucigny, le Courrier savoyard, ou l'édition locale Le Faucigny.

## Culture locale et patrimoine

### Lieux et monuments

Patrimoine local
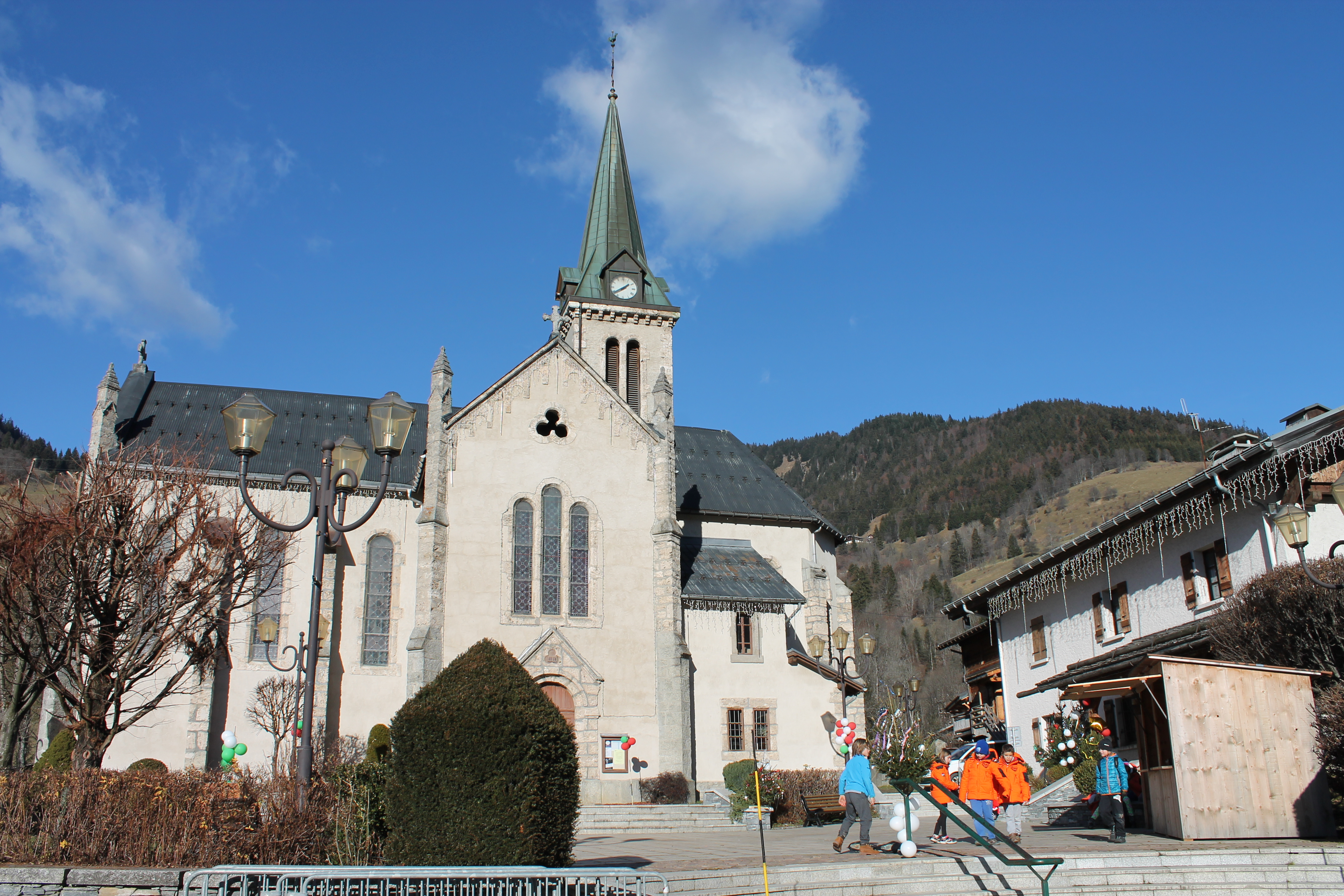
Vue l'église Sainte Marie-Madeleine.
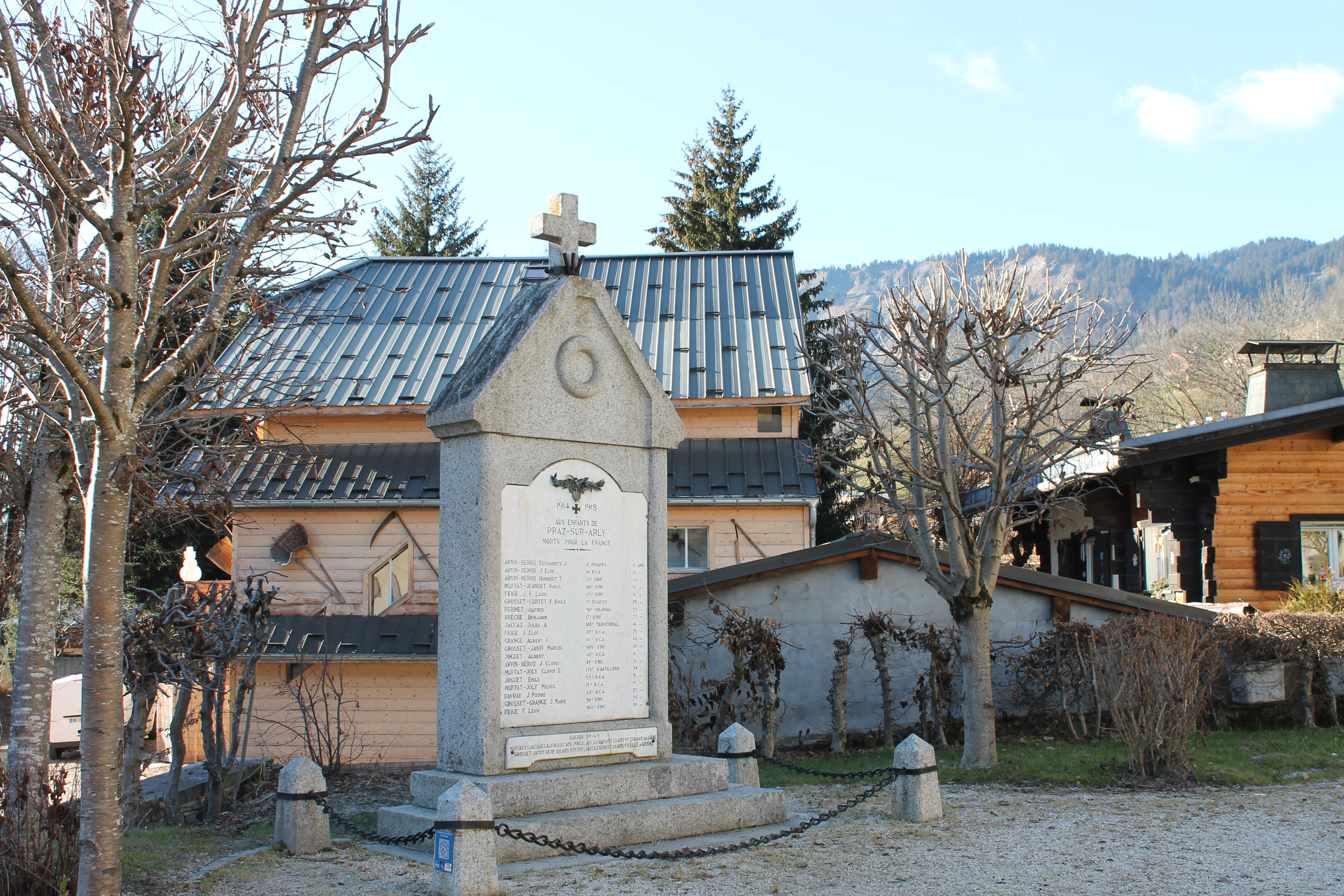
Monument aux morts.

La commune ne compte aucun monument répertorié à l'inventaire des monuments historiques ou à l'inventaire général du patrimoine culturel. La commune ne compte également aucun objet répertorié à l'inventaire des monuments historiques, ni à l'inventaire général du patrimoine culturel.
Toutefois, le petit patrimoine de la commune hérité de son passé agro-pastoral est relativement riche. L'église Sainte-Marie-Madeleine, construite selon un style néo-gothique, au centre du village, date de 1881. Le paysage de la commune possède des édifices parfois en activité, parfois en friche ou réaménagés que sont les scieries, les fontaines, les fermes, les différents bâtiments publics ou encore petit patrimoine religieux (croix et chapelles).

### Tourisme

Manifestations touristiques
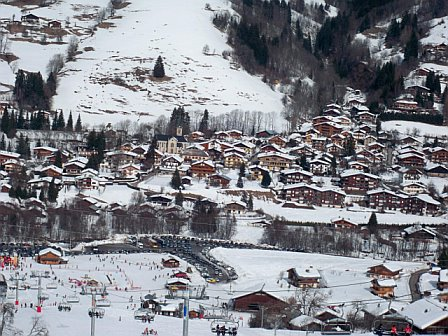
Vue des pistes de la station.
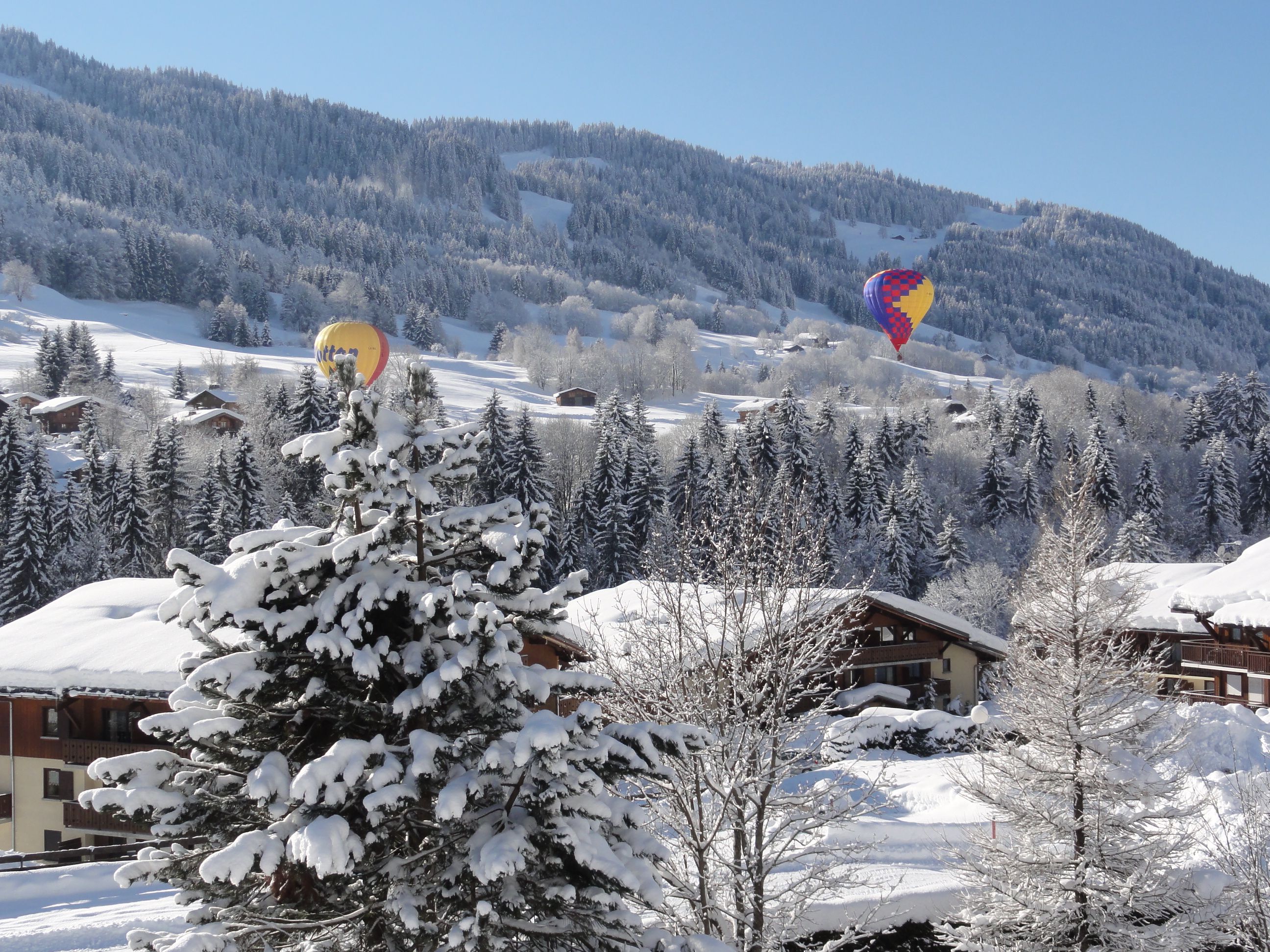
Vue de montgolfières à Praz-sur-Arly, au-dessus du hameau de la Brioude.
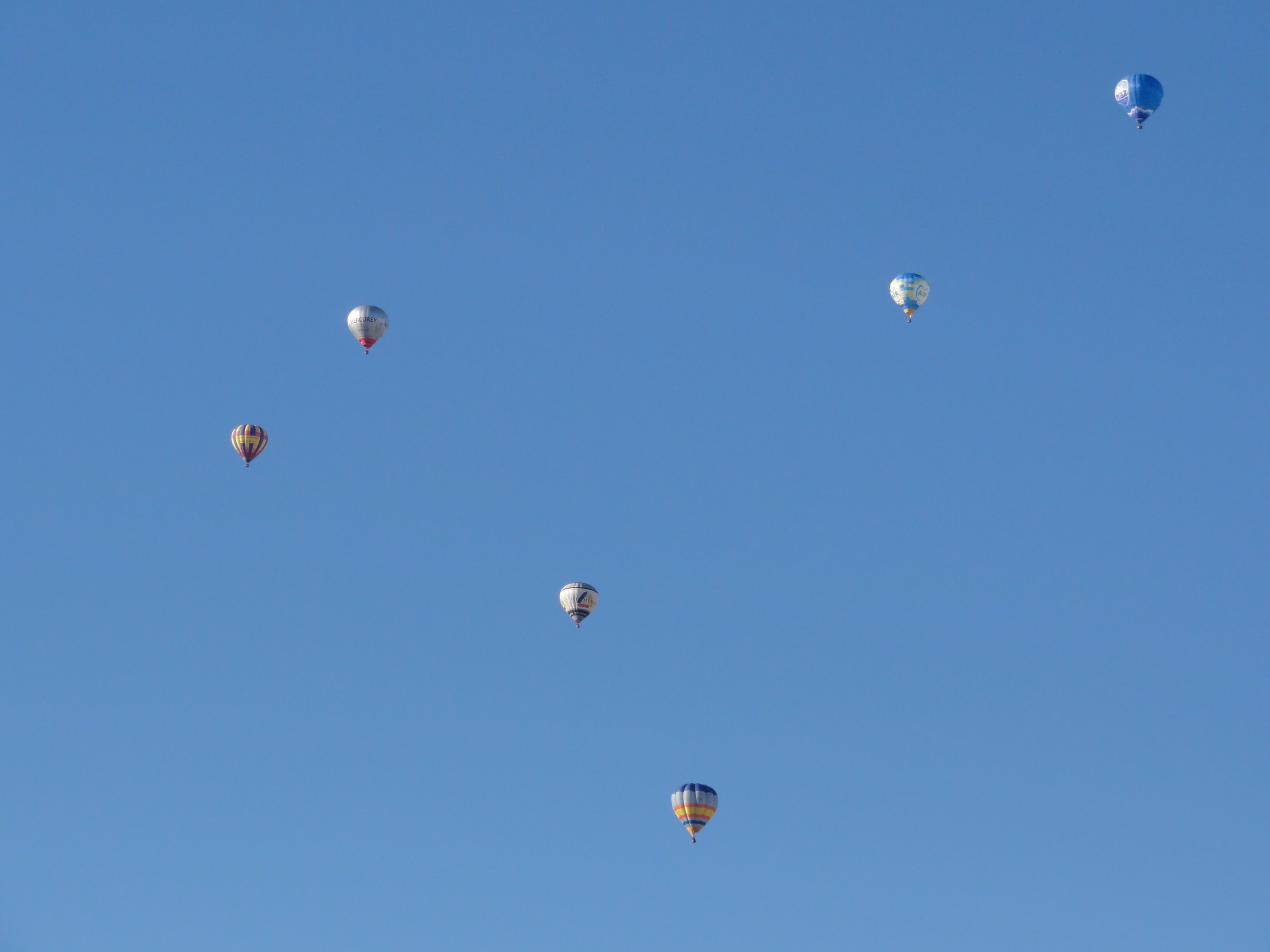
Vue de montgolfières lors des 24e Montgolfiades

Le village a marqué l'histoire du tourisme en accueillant la première classe de neige en France. Des enfants d'une école parisienne ont été accueillis à Praz-sur-Arly du 9 au 30 mars 1950 au chalet les Bambinos (appelé maintenant chalet Val Soleil).
Le village possède une station de ski. Son domaine est relié à celui de l'Espace Diamant, qui permet d'associer les stations et villages des Saisies, de Crest-Voland, de Notre-Dame-de-Bellecombe ainsi que de Flumet. Cet espace de 192 km s'organise autour des 143 pistes de ski de tout niveau (24 vertes, 66 bleues, 43 rouges et 10 noires), réparties entre 910 et 2 053 mètres d'altitude.
Praz-sur-Arly accueille un meeting international de vols de montgolfières, « les Montgolfiades internationales de Praz-Arly », qui rassemble plus de 30 équipes participantes. Deux compagnies sont par ailleurs présentes à l'année dans le village.

Station de ski
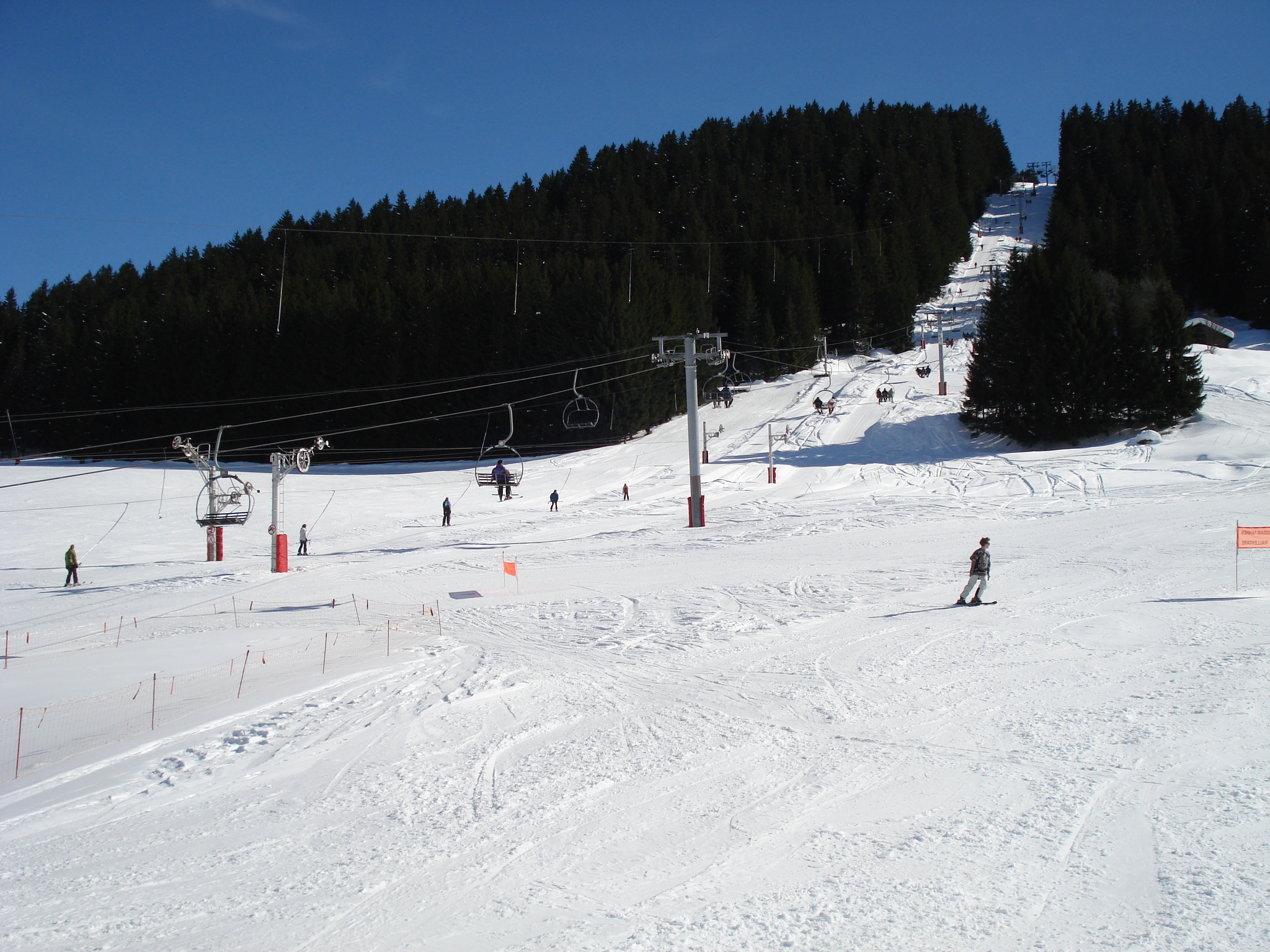
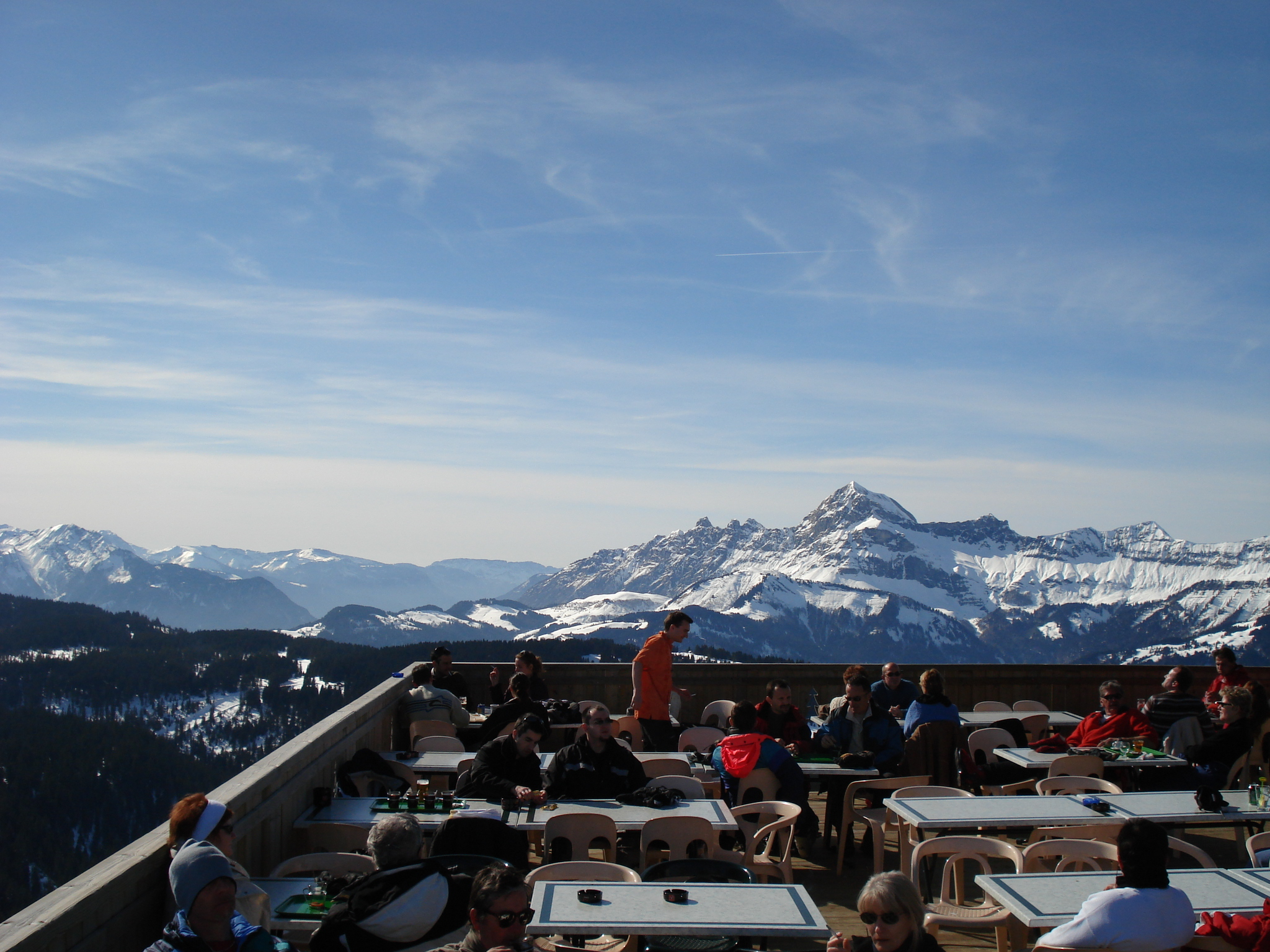
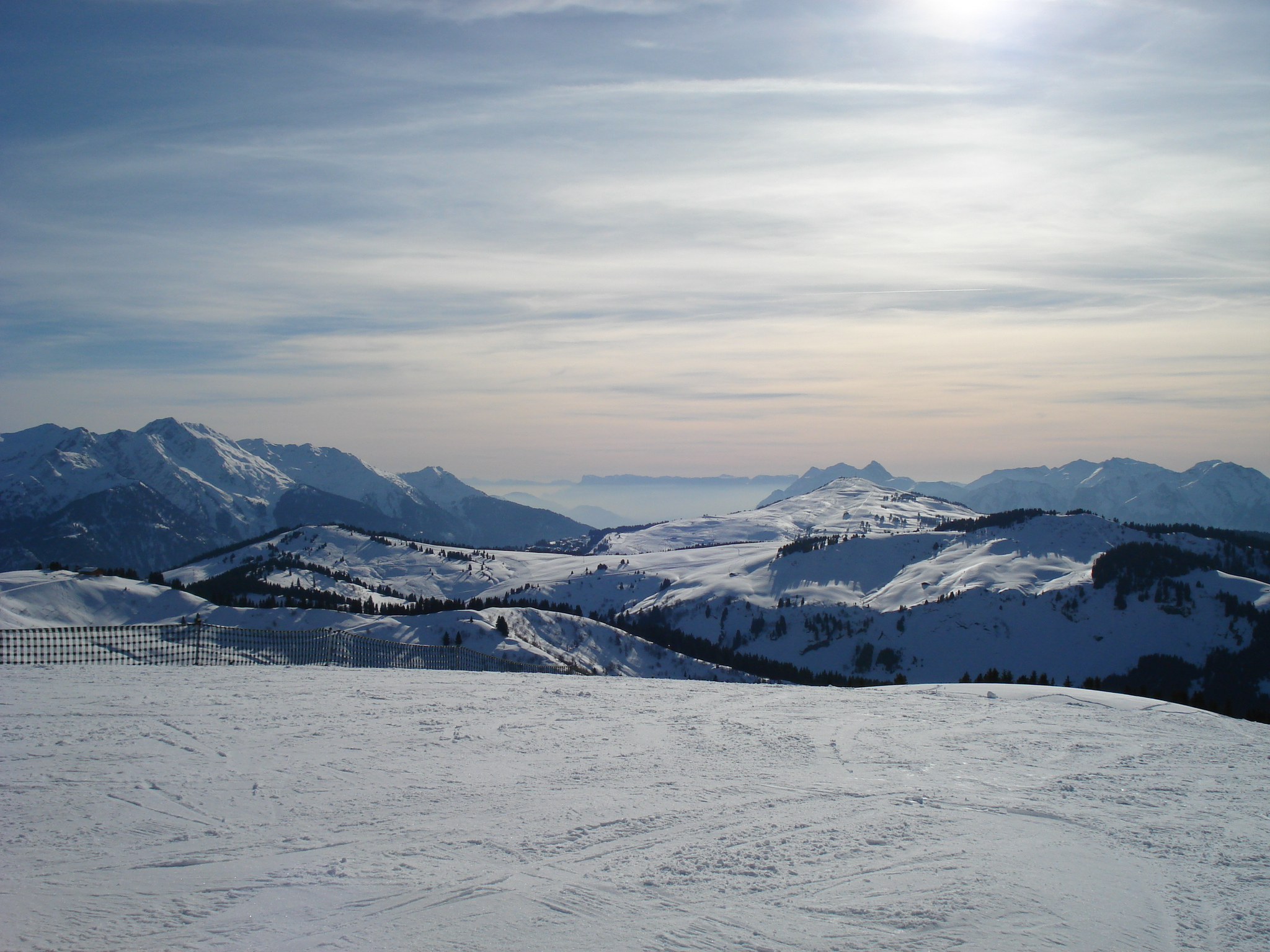
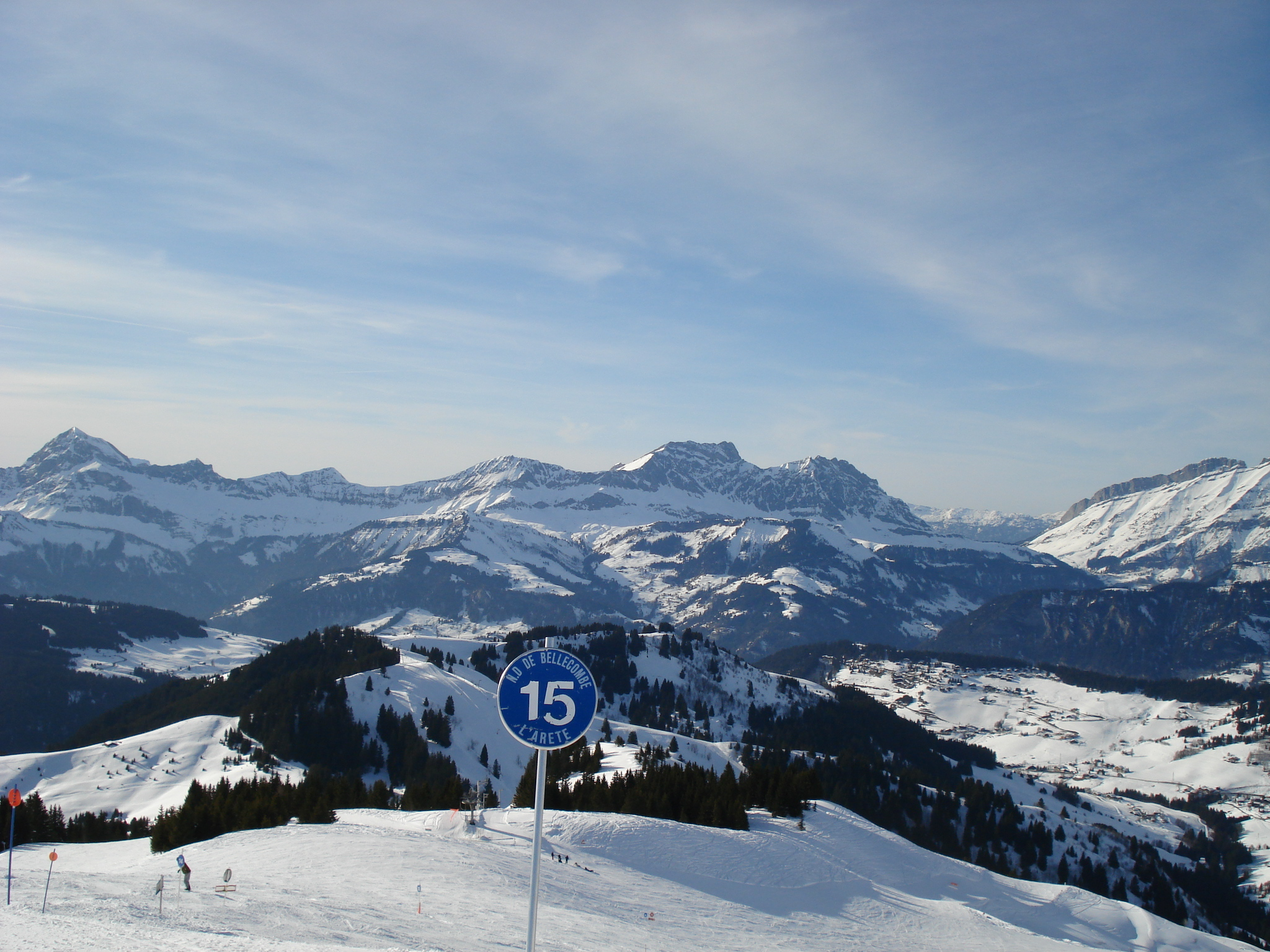
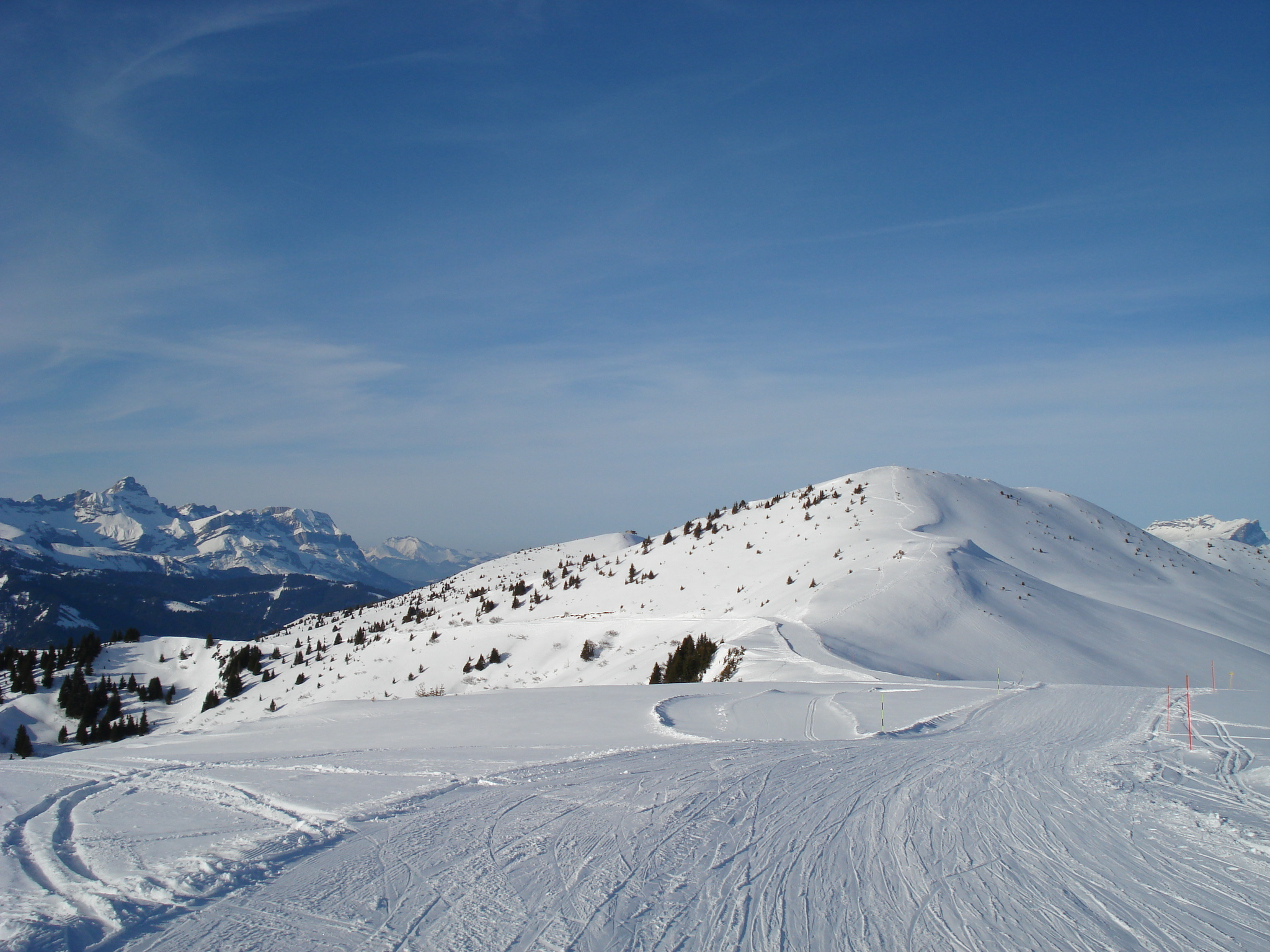

### Gastronomie
Le territoire de Praz-sur-Arly accueille la production de quatre fromages bénéficiant du label AOP (appellation d'origine protégée) et deux autres bénéficiant du label IGP (indication géographique protégée).
Ces productions sont :
- pour l'AOP : le reblochon – le beaufort – le chevrotin – l'abondance ;
- pour l'IGP : l'emmental de Savoie – la tomme de Savoie.

Concernant le beaufort, Praz-sur-Arly est la seule commune de Haute-Savoie à bénéficier de son label AOP sur l'ensemble de son territoire.
La commune peut ainsi être considérée comme « un lieu d’exception pour la production fromagère », en étant le lieu de production de six fromages labellisés.

### Personnalités liées à la commune
- Roger Sylvand, (1911-1995) inventeur du traîneau de secours en montagne ;
- Claudine Emonet, skieuse alpine française ;
- Patricia Emonet, sœur de la précédente, skieuse alpine française ;
- Yannick Buffet, skieur alpiniste français ;
- Thomas Fanara, skieur alpin français ;
- Sandrine Muffat, championne du monde 2014 de traîneaux à chiens ; championne de France 2016 de traîneaux à chiens pour la troisième année consécutive, en catégorie mi-distance six chiens nordiques[32] ;
- Marc Joguet, vice-champion national 2014 de traîneaux à chiens en sprint et en mi-distance ;
- Claude Lelouch, réalisateur français.